# Zweites Seegefecht vor Algeciras
Ostrach – Feldkirch – Stockach I – Verona – Magnano – Cassano d’Adda – Bassignana – Paradies – Frauenfeld – Winterthur – Zürich I – Trebbia – Mantua – Novi – Döttingen – Vlieter – Bergen – Gotthard – Dietikon – Zürich II – Schänis – Muotatal – Näfels – Egmont – Castricum – Genola – Wiesloch – Genua – Rheinklingen – Büsingen – Engen – Stockach II –  Meßkirch – Biberach II – Montebello – Marengo – Höchstädt – Oberhausen – Brión – Hohenlinden – Walserfeld – Pozzolo – Kopenhagen – Algeciras I – Algeciras II
Das Zweite Seegefecht vor Algeciras war ein Seegefecht im Zweiten Koalitionskrieg zwischen England und Portugal einerseits und Spanien und Frankreich auf der anderen Seite. Es endete mit einem britischen Sieg.

## Vorgeschichte
Nach den Siegen von Kopenhagen und Abukir war die Niederlage im Ersten Seegefecht von Algeciras am 6. Juli 1801 für die Briten besonders schwer zu akzeptieren. Um diese Schmach auszumerzen, beabsichtigte James Saumarez das franko-spanische Geschwader von Konteradmiral Linois so schnell wie möglich erneut zu stellen. Während sich das britische Geschwader noch am selben Tag nach Gibraltar zurückzog, um die entstandenen Schäden zu beheben, verblieb Linois in der Bucht von Algeciras und versuchte seine gestrandeten Schiffe wieder flottzumachen. Auf britischer Seite war das Flaggschiff Caesar so beschädigt, dass Saumarez es in Betracht zog, die Audacious zu seinem Flaggschiff zu machen. Die Chancen für eine schnelle Reparatur standen schlecht, da viele Männer bei dem Versuch, die Hannibal flottzumachen und mit Booten nach Gibraltar zu schleppen, gefangen genommen wurden. Doch Jahleel Brenton, Kapitän der Caesar, war fest entschlossen, sein Schiff wieder seetüchtig zu machen, und innerhalb zwei Tagen war das Schiff wieder einsatzbereit.
Nachdem Linois seine Schiffe nach Algeciras gebracht hatte, sandte er einen dringenden Hilferuf an den französischen Konteradmiral Le Pelley in Cádiz, in dem er um Unterstützung bat, bevor die Briten in der Lage wären, ihn erneut anzugreifen. In Cádiz bat le Pelley Admiral Jose de Mazzaredo um Hilfe. Dieser stimmte am 8. Juli zu, Vizeadmiral Don Juan Joaquín Moreno de Mondragón mit einem Geschwader aus sechs Linienschiffen nach Algeciras zu schicken.
Am Morgen des 9. Juli 1801 stach das französisch-spanische Geschwader von Cádiz in See. Dies wurde von der HMS Superb, welche zu diesem Zeitpunkt – zusammen mit der HMS Thames und der HMS Pasley – vor dem Hafen von Cádiz lag, beobachtet.
Gegen 15:00 Uhr erreichten die drei britischen Schiffe Gibraltar und signalisierten die Ankunft eines feindlichen Geschwaders. Kurz darauf erreichte Morenos Geschwader Algeciras.

## Beteiligte Schiffe

### Großbritannien/ Portugal
| Schiff    | Kanonen | Kommandant            | Verluste | Verluste  | Verluste  | Anmerkungen             |
| Schiff    | Kanonen | Kommandant            | getötet  | verwundet | Insgesamt | Anmerkungen             |
| --------- | ------- | --------------------- | -------- | --------- | --------- | ----------------------- |
| Caesar    | 80      | Jahleel Benton        | 0        | 0         | 0         |                         |
| Venerable | 74      | Samuel Hood           | 18       | 87        | 105       |                         |
| Superb    | 74      | Richard Goodwin Keats | 0        | 14        | 14        |                         |
| Spencer   | 74      | Henry Darby           | 0        | 0         | 0         |                         |
| Audacious | 74      | Shuldham Peard        | 0        | 0         | 0         |                         |
| Thames    | 32      | Askew Paffard Holles  | 0        | 0         | 0         |                         |
| Carlotta  | 32      | Crawfurd Duncan       | 0        | 0         | 0         | Portugiesische Fregatte |
| Calpe     | 14      | George Heneage Dundas | 0        | 0         | 0         |                         |
| Luisa     | 8       | Francis Truscott      | 0        | 0         | 0         |                         |

### Frankreich/ Spanien
| Schiff           | Kanonen | Kommandant                | Verluste | Verluste  | Verluste  | Anmerkungen |
| Schiff           | Kanonen | Kommandant                | getötet  | verwundet | Insgesamt | Anmerkungen |
| ---------------- | ------- | ------------------------- | -------- | --------- | --------- | ----------- |
| Formidable       | 80      | Amable Troude             | 20       | 0         | 0         |             |
| Indomptable      | 80      | Claude Touffet            | 0        | 0         | 0         |             |
| Desaix           | 74      | Christy-Pallière          | 0        | 0         | 0         |             |
| Saint Antoine    | 74      | Julien le-Ray             | 0        | 0         | 0         | gekapert    |
| Real Carlos      | 112     | Don J. Esquerra           | 700      | –         | 700       | explodiert  |
| San Hermenegildo | 112     | Don J. Emparran           | 700      | –         | 700       | explodiert  |
| San Fernando     | 96      | Don J. Malina             | 0        | 0         | 0         |             |
| Argonauta        | 80      | Don J. Herrera            | 0        | 0         | 0         |             |
| San Agustín      | 74      | Don R. Jopete             | 0        | 0         | 0         |             |
| Sabina           | 32      | Juan Joaquin de Moreno    | 1        | 5         | 6         |             |
| Muiron           | 40      | Jules-François Martinencq | 0        | 0         | 0         |             |
| Liberte          | 40      |                           | 0        | 0         | 0         |             |
| Vautour          | 14      |                           | 0        | 0         | 0         |             |

## Gefechtsverlauf
Am 12. Juli gegen 13:00 Uhr segelte das französisch-spanische Geschwader aus der Bucht von Algeciras und um 15:00 Uhr gab Saumarez den Befehl klarmachen zum Gefecht. Sobald das Geschwader den Windschatten von Gibraltar verlassen hatte, formierte es sich in Gefechtslinie mit Steuerbordhalsen. Um 19:00 Uhr wendete das Geschwader auf einen Verfolgungskurs mit Backbord halsen. Gegen 19:45 Uhr hatte das franko-spanische Geschwader Cabereta Point passiert und befand sich nun auf hoher See. Gemäß spanischen Brauchs wechselte Moreno sein Flaggschiff. Er verließ die Real-Carlos und wechselte auf die Fregatte Sabina. Dorthin folgte ihm auch Linois, der dem Wunsch des spanischen Vizeadmirals nachkam und die Formidable verließ. Da Saumarez erkannte, dass seine Schiffe zu langsam waren, um die französischen und spanischen Schiffe in ihrer derzeitigen Formation einzuholen, gab er der Superb, dem schnellsten Schiff seines Geschwaders, den Befehl aus der Schlachtlinie auszuscheren und die Nachhut des franko-spanischen Geschwaders anzugreifen.
Nachdem die Superb die Caesar passiert hatte, befand sie sich gegen 23:00 Uhr etwa drei Seemeilen vor der Caesar. Gegen 23:20 Uhr sichtete man auf der Superb die Real-Carlos backbord voraus sowie an backbord querab die San Hermenegildo und die Saint-Antoine. Auf der Superb wurden die Segel gerefft und aus einer Entfernung von 275 m eröffnete die Superb mit ihren Backbordgeschützen das Feuer auf die Real-Carlos. Nach der dritten Breitseite – bei der die Real-Carlos auch ihre Vormarsstenge verlor – stand die Real-Carlos in Flammen. Daraufhin stellte die Superb das Feuer ein und drehte ab. Die Real-Carlos stand nun Im Wind, fiel nach achtern zurück und tauschte in der irrigen Annahme es seien feindliche Schiffe mehrere Salven mit der San Hermenegildo und der Saint-Antoine aus.
Um 23:50 Uhr eröffnete die Superb das Feuer auf die Saint-Antoine und nach einem halbstündigen Kampf signalisierte das französische Schiff seine Kapitulation. In der Zwischenzeit hatte die Real Carlos durch ihr Feuer auch die Hermenegildo in Brand gesetzt und beide Schiffe explodierten innerhalb von zehn Minuten. Während die Superb, die Carlotta, die Calpe und die Louisa die Prisen sicherten, setzte der Rest des Geschwaders die Verfolgung des Feindes fort. In den folgenden Stunden nahm der Wind zu, um dann gegen 4:00 Uhr morgens soweit nachzulassen dass, die Ceasar, die Spencer und die Audacious zu weit entfernt waren, um der Venerable und der Thames, die zur Formidable aufgeschlossen hatten, Hilfe zu leisten.

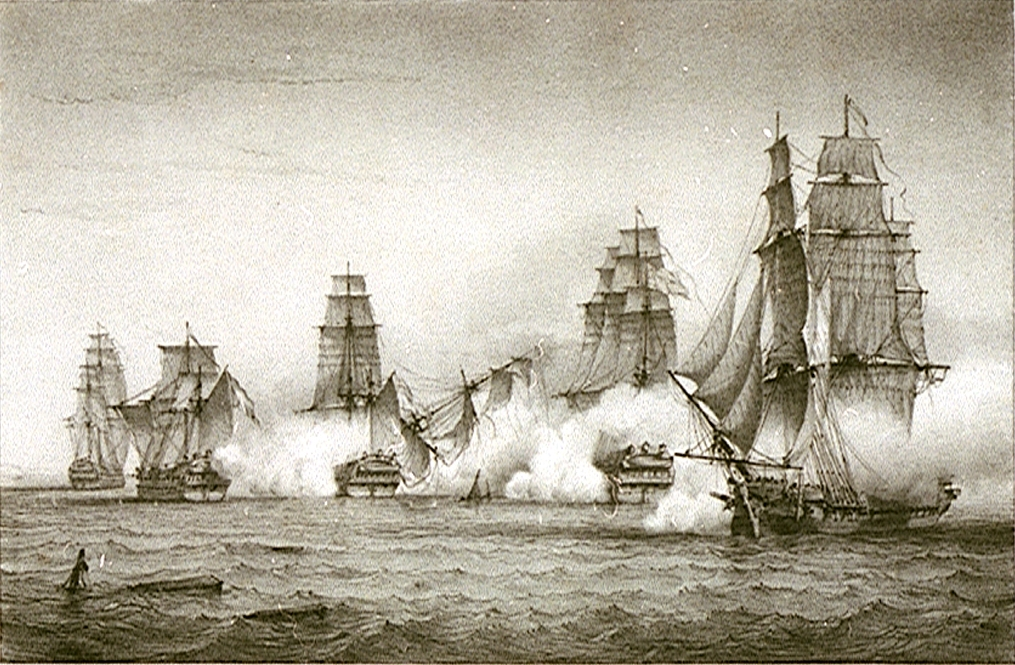
Die Formidable unter Kpt. Tronde im Gefecht mit der Caesar, der Venerable, der Superb und der Thames (nach Ferdinand Victor Perrot)

Um 5:15 Uhr eröffnete die Formidable mit ihren Heckgeschützen das Feuer auf die Venerable. Nachdem sich beide Schiffe auf etwa 100 Meter genähert hatten, kam es zu einem heftigen Schusswechsel. Um 5:30 Uhr hatte die Venerable ihre Besanmarsstenge verloren, worauf die Thames ihre Segel dichtholte und mit einer Breitseite in das Heck der Formidable feuerte. Um 6:45 Uhr ging der Großmast der Venerable über Bord, worauf sie zurückfiel und der Formidable die Gelegenheit bot zu entkommen. Um 7:50 Uhr verlor die Venerable auch noch ihren Fockmast und strandete auf einem Riff zwölf Seemeilen vor Cadiz. Während die Formidable versuchte weiterhin nach Norden zu segeln und Cádiz vor den verfolgenden britischen Schiffen zu erreichen, gab Saumarez Befehl, dass im Falle eines erneuten Angriffs auf die Venerable diese zu verlassen und in Brand zu stecken sei. Schließlich brachte die Ankunft der Audacious und der Superb am südlichen Horizont die Entscheidung, da Moreno jede Absicht eines Gegenangriffs aufgab und stattdessen mit seinem Geschwader gefolgt von der Formidable in den Hafen von Cádiz einlief.

## Nachwirkungen
Mit der unmittelbaren Gefahr gebannt, konnte Saumarez sich auf die Bergung der beschädigten und auf Grund gelaufenen Venerable konzentrieren. Die ruhige See begünstigten die Arbeiten und um 14:00 Uhr befand sich die Venerable wieder im Wasser und wurde nach Gibraltar gebracht, wo das britische Geschwader am 14. Juli ankam.
Die britischen Verluste waren relativ gering und betrafen fast ausschließlich die Venerable, die 18 Tote und 87 Verwundete zu beklagen hatte. Lediglich auf der Superb gab es 15 weitere Verwundete. Abgesehen von der Venerable hatte keines der anderen Schiffe, einschließlich der Superb und der Thames, nennenswerte Schäden erlitten. Die Verluste auf der französisch-spanischen Seite waren weitaus höher: Die Formidable verzeichnete 20 Tote und eine nicht genannte Zahl von Verwundeten und auf der Sabina fiel ein Mann und fünf wurden verwundet. Die weitaus größten Verluste gab es jedoch an Bord der beiden zerstörten Schiffe mit 1.700 Toten. Das siegreiche britische Geschwader erntete den Dank des Parlaments, Konteradmiral Saumarez wurde Ritter des Bath-Ordens und erhielt fortan eine Jahrespension von 1200 Pfund.
In Frankreich wurde die Schlacht als Sieg gewertet. Dies lag vor allem an einem Bericht den le Pelley aufgrund eines Briefes von Kapitän Troude nach Paris sandte, in dem er behauptete, nicht nur die Venerable und die Thames, sondern auch die Caesar und die Spencer (im Bericht fälschlicherweise als Superb bezeichnet) bekämpft zu haben und diese zum Rückzug gezwungen habe. Der Ausgang der Schlacht, erwies sich als entscheidend für die Sicherung über das Mittelmeer. Da Napoleons Plan, die in Ägypten gestrandete Armee zu entsetzen, endgültig gescheitert war, konnten
die Briten ungehindert vorgehen und Ägypten erfolgreich erobern. Gleichzeitig zeigte die Schlacht wie sehr die Royal Navy die europäischen Gewässer kontrollierte und jeden Versuch der Franzosen, Operationen auf See durchzuführen, vereitelte.